# Brookdale, South Carolina
Brookdale är en ort i Orangeburg County i delstaten South Carolina, USA.